# Bill Corso
Bill Corso, auch Billy Corso und William Corso (geb. vor 1966) ist ein amerikanischer Maskenbildner und Filmtechniker für visuelle Effekte, der in diesen Funktionen an über 70 Filmen und Fernsehserien mitgewirkt hat. Corso wurde dreimal für den Oscar in der Kategorie bestes Make-up und beste Frisuren nominiert. Bei der Oscarverleihung 2005 gewann er einen Oscar zusammen mit Valli O’Reilly für seine Arbeit bei Lemony Snicket – Rätselhafte Ereignisse.
Corso wurde in New Jersey geboren und besuchte die High School for the Visual Arts in Sarasota, Florida. 1985 zog er nach Los Angeles, wo er sich in Joe Blascos Make-up Training Center ausbilden ließ. Seit 1999 ist Corso mit der Schauspielerin Odile Corso verheiratet. Das Paar lebt mit ihren zwei Töchtern in Kalifornien.

## Filmografie (Auswahl)
- 1986: Zoobilee Zoo (TV-Serie, Make-Up)
- 1988: Der Blob (The Blob, Special Effects)
- 1990: Gremlins 2 – Die Rückkehr der kleinen Monster (Gremlins 2 - The New Batch, Creature Crew)
- 1991: Der Ritter aus dem All (Suburban Commando, Filmtechnik)
- 1993: Die Aushilfe (The Temp, Filmtechnik)
- 1993: Freaked (Make-Up)
- 1994: Stephen Kings The Stand – Das letzte Gefecht (The Stand, Fernseh-Mehrteiler, Make-Up)
- 1995: Species (Art Director)
- 1997: Batman & Robin (Make-Up)
- 1998: Out of Sight (Make-Up)
- 1999: Galaxy Quest – Planlos durchs Weltall (Galaxy Quest, Make-Up)
- 2001: A.I. – Künstliche Intelligenz (A.I. – Artificial Intelligence, Make-Up)
- 2001: Planet der Affen (Planet of the Apes, Make-Up)
- 2003: Bruce Allmächtig (Bruce Almighty, Make-Up für Jim Carrey)
- 2004: Lemony Snicket – Rätselhafte Ereignisse (Lemony Snicket’s A Series Of Unfortunate Events, Make-Up für Jim Carrey)
- 2006: X-Men: Der letzte Widerstand (X-Men: The Last Stand, Make-Up)
- 2006: Klick (Click, Make-Up)
- 2007: Verwünscht (Enchanted, Make-Up)
- 2008: Indiana Jones und das Königreich des Kristallschädels (Indiana Jones and the Kingdom of the Crystal Skull, Make-Up für Harrison Ford)
- 2009: Disneys Eine Weihnachtsgeschichte (A Christmas Carol, Make-Up für Jim Carrey)
- 2010: Ausnahmesituation (Extraordinary Measures, Make-Up für Harrison Ford)
- 2011: Cowboys & Aliens (Make-Up für Harrison Ford)
- 2012: The Amazing Spider-Man (Make-Up)
- 2013: Paranoia – Riskantes Spiel (Paranoia, Make-Up für Harrison Ford)
- 2014: Foxcatcher (Make-Up)
- 2014: Dumm und Dümmehr (Dumb and Dumber To, Make-Up für Jim Carrey)
- 2015: Star Wars: Das Erwachen der Macht (Star Wars: The Force Awakens, Make-Up für Harrison Ford)

## Auszeichnungen (Auswahl)
- 2005: Oscar in der Kategorie Bestes Make-up und beste Frisuren für Lemony Snicket – Rätselhafte Ereignisse (zusammen mit Valli O’Reilly)[2]
- 2007: Oscar-Nominierung in der Kategorie Bestes Make-up und beste Frisuren für Klick (zusammen mit Kazuhiro Tsuji nominiert)[3]
- 2015: Oscar-Nominierung in der Kategorie Bestes Make-up und beste Frisuren für Foxcatcher (zusammen mit Dennis Liddiard nominiert)[4]